# Wybory prezydenckie w Gwinei Równikowej w 2009 roku
Wybory prezydenckie w Gwinei Równikowej w 2009 roku – wybory prezydenckie w Gwinei Równikowej przeprowadzone 29 listopada 2009. Głównym faworytem od początku pozostawał prezydent Teodoro Obiang Nguema Mbasogo, który ubiegał się o piątą kadencję z rzędu. Wobec braku realnej opozycji w kraju, prezydent zdobył 95,4% głosów poparcia. Organizacje międzynarodowe, w tym Human Rights Watch, uznały, że wybory nie spełniły standardów demokratycznych.

## Organizacja wyborów
Władzę w Gwinei Równikowej sprawuje od 1979 prezydent Teodoro Obiang Nguema Mbasogo. Do 2009, jako jedyny kandydat bądź przy bojkocie ze strony opozycji, czterokrotnie wygrywał wybory prezydenckie (w 1982, 1989, 1996, 2002), zdobywając za każdym razem ponad 95% głosów. W wyborach prezydenckich z grudnia 2002 zdobył 97,1% głosów. Wybory zostały skrytykowane przez społeczność międzynarodową (w tym UE).
Zgodnie z konstytucją prezydent Gwinei Równikowej wybierany jest na 7-letnią kadencję, z możliwością wielokrotnej reelekcji. Kolejne wybory prezydenckie powinny były odbyć się pod koniec 2009. Jednak 29 lutego 2008 prezydent Obiang zapowiedział przesunięcie terminu wyborów na rok 2010. Po ponad półtora roku zmienił zdanie i dekretem z 15 października 2009 ogłosił ich organizację 29 listopada 2009. Ogłoszenie nowego terminu wyborów, na 45 dni przed głosowaniem, wywołało niezadowolenie w szeregach opozycji, która stwierdziła, że tak krótki okres czas uniemożliwi jej odpowiednie przygotowanie się i organizację kampanii wyborczej. Pomimo tego, lider opozycyjnej partii Zjednoczenie na rzecz Demokracji Społecznej (CPDS, Convergencia para la Democracia Social), Plácido Micó Abogo, zapowiedział udział w wyborach, choć oskarżył władze o planowanie fałszerstw wyborczych.
Udział w wyborach zapowiedział również prezydent Obiang, który od początku pozostawał niekwestionowanym faworytem w walce o urząd z powodu braku silnej opozycji politycznej. W sumie do udziału wyborów w wyborach zgłosiło się 5 kandydatów. Listę kandydatów podano do publicznej wiadomości dopiero w połowie listopada.

## Kampania wyborcza
5 listopada 2009 w Gwinei Równikowej rozpoczęła się kampania wyborcza, która trwała do 27 listopada. Zgodnie z wydanym oświadczeniem, władze zobowiązały się do przeprowadzenia uczciwych i demokratycznych wyborów, zapewniając wszystkim kandydatom otwarty dostęp do mediów. Wszystkie partie polityczne biorące udział w wyborach miały również otrzymać fundusze ze środków państwowych na prowadzenie kampanii wyborczych.
Zdaniem obserwatorów, w tym Human Rights Watch, kampania wyborcza nie odbyła się na równych prawach. Opozycja była zastraszana i pozbawiona równego dostępu do mediów. Dodatkowo, na 43 międzynarodowych obserwatorów, wyznaczonych przez Unię Afrykańską i Wspólnotę Gospodarczą Państw Afryki Środkowej, zostało nałożonych szereg ograniczeń, które postawiły pod znakiem zapytania rezultat ich pracy. Według HRW, wybory w Gwinei w istocie stwarzały tylko pozory wolnych, a ich celem było "przypieczętowanie" rządów prezydenta Obianga.
W czasie kampanii główny kandydat opozycji, Micó Abogo, oskarżył prezydenta Obianga o wykorzystanie funduszy państwowych na finansowanie swojej kampanii. Zarzucił Partii Demokratycznej Gwinei Równikowej wyprowadzenie na ten cel 10 mld franków CFA (15,2 mln euro) ze środków budżetowych. Prezydent zaprzeczył zarzutom. Stwierdził, że jego kampania jest finansowana ze składek aktywnych członków partii. Kandydatom opozycji zarzucił natomiast, że ich główną intencją startu w wyborach nie jest wygrana, lecz chęć wzbogacenia się dzięki pieniądzom, otrzymywanym przez każdego z kandydatów z funduszy publicznych na organizację kampanii (300 mln franków CFA).
Prezydent Obiang stwierdził, że spodziewa się swojej reelekcji i zdobycia co najmniej 97% głosów poparcia. Obiecywał kontynuację swojej polityki, redystrybucję dochodów ze sprzedaży surowców naturalnych i dalszy rozwój gospodarczy kraju.
28 listopada 2009, w przeddzień głosowania, bojkot wyborów ogłosił Carmelo Mba Bacale, kandydat Akcji Ludowej. Zarzucił władzom planowanie fałszerstw wyborczych, wskazując na fakt, że okręgowym komisjom wyborczym oraz krajowej komisji wyborczej przewodniczącą członkowie PDGE.

## Głosowanie i wyniki wyborów
Władze nałożyły na obywateli szereg ograniczeń w dniu wyborów. W obawie o bezpieczeństwo, zakazano poruszania się pojazdami, spożywania alkoholu, posiadania przy sobie broni oraz organizowania zgromadzeń w pobliżu lokali wyborczych. Do udziału w wyborach uprawnionych było 291 tys. spośród ok. 630 tys. obywateli.
Według oficjalnych wyników, opublikowanych 4 grudnia 2009, wybory zdecydowanie wygrał prezydent Obiang, zdobywając 95,37% głosów poparcia. Micó Abogo, główny kandydat opozycji, uzyskał 3,55% głosów. Frekwencja wyborcza wyniosła 93%.
Zdaniem obserwatorów, wyniki wyborów nie były zaskoczeniem, gdyż same wybory nie mogły odbyć się w sposób wolny i demokratyczny. W dniu głosowania zanotowano niską frekwencję wyborczą, a na ulicach widoczne były liczne patrole służ bezpieczeństwa. Prezydent Obiang pochwalił przebieg głosowania. Natomiast Micó Pladigo odrzucił wyniki wyborów, oskarżając władze o fałszerstwa. Organizacje międzynarodowe wskazywały na fakt nieopublikowania przez władze list wyborców, kierowania pracami komisji wyborczej przez ministra spraw wewnętrznych oraz odmowie wydania wiz licznym dziennikarzom zagranicznym chcącym relacjonować przebieg wyborów.
| Kandydat - Partia polityczna | Kandydat - Partia polityczna         | Liczba głosów | %      |
| ---------------------------- | ------------------------------------ | ------------- | ------ |
|                              | Teodoro Obiang Nguema Mbasogo (PDGE) | 260 462       | 95,37% |
|                              | Plácido Micó Abogo (CPDS)            | 9 700         | 3,55%  |
|                              | Archivaldo Montero Biribé (UP)       | 931           | 0,34%  |
|                              | Bonaventura Monsuy Asumu (PCSD)      | 462           | 0,17%  |
|                              | Carmelo Mba Bacale (APGE)            | 437           | 0,16%  |
| Głosy nieważne               | Głosy nieważne                       | 1167          | 0,41%  |
| Razem                        | Razem                                | 273 527 (93%) | 100%   |
| Źródło:                      |                                      |               |        |